# Чемпионат Финляндии по фигурному катанию 2009
Чемпионат Финляндии по фигурному катанию 2009 года — соревнование по фигурному катанию среди спортсменов Финляндии сезона 2008-2009. Фигуристы соревновались в мужском и женском фигурном катании, а также в танцах на льду. Соревнования во всех дисциплинах прошли на «взрослом» и юниорском уровнях. 
По итогам чемпионата формируется сборная команда Финляндии на чемпионаты Европы, мира и юниорский чемпионат мира.
Турнир прошёл в Хельсинки с 19 по 21 декабря 2008 года.
Обязательным танцем у «взрослых» спортсменов был финнстеп, а у юниоров пасодобль.

## Результаты

### Мужчины
| Место | Имя                  | Клуб  | Сумма баллов | SP | FS |
| ----- | -------------------- | ----- | ------------ | -- | -- |
| 1     | Ари-Пекка Нурменкари | TTK   | 190.20       | 1  | 1  |
| 2     | Валттер Виртанен     | HSK   | 152.21       | 2  | 2  |
| 3     | Лассе Сякслахти      | JYTLS | 104.27       | 3  | 3  |
| 4     | Матиас Пииспанен     | TTK   | 91.28        | 4  | 4  |

### Женщины
| Место | Имя                  | Клуб  | Сумма баллов | SP | FS |
| ----- | -------------------- | ----- | ------------ | -- | -- |
| 1     | Киира Корпи          | TAPPA | 167.13       | 3  | 1  |
| 2     | Лаура Леписто        | ESJT  | 150.34       | 1  | 2  |
| 3     | Сусанна Пёйкиё       | OLK   | 147.80       | 2  | 3  |
| 4     | Минна Парвиайнен     | ETK   | 118.09       | 4  | 4  |
| 5     | Хенриикка Хиетаниеми | MTK   | 112.90       | 5  | 5  |
| 6     | Хелена Стенбаска     | ETK   | 103.00       | 6  | 6  |
| 7     | Хейди Тойванен       | KULS  | 89.57        | 7  | 7  |

### Танцы
| Место | Имя                            | Клуб | Сумма баллов | CD | OD | FD |
| ----- | ------------------------------ | ---- | ------------ | -- | -- | -- |
| 1     | Оксана Климова / Саша Паломяки | HSK  | 140.80       | 1  | 1  | 1  |
| 2     | Хенна Линдхольм / Осси Каневро | HSK  | 108.00       | 2  | 2  | 2  |